# Ignacio Sánchez Mejías
Ignacio Sánchez Mejías (Siviglia, 6 giugno 1891 – Madrid, 13 agosto 1934) è stato un torero spagnolo.
La sua figura trascese di molto l'ambito strettamente legato alla corrida, poiché fu anche scrittore e membro rinomato della Generazione del '27, che lo fece diventare uno dei significativi personaggi della cultura popolare della Spagna prima della guerra civile.
Cognato del mitico torero Joselito el Gallo, si formò come torero nella sua cuadrilla e da lui ricevette l'alternativa nel 1919 con Belmonte come testigo (testimone). 
Quando Sánchez Mejías morì, per una cornata del toro nella plaza de toros di Manzanares, la sua figura fu elogiata da Miguel Hernández, da Rafael Alberti – che faceva il paseíllo nella sua cuadrilla – e da altri grandi poeti, incluso García Lorca, il cui «Llanto por la muerte de Ignacio Sánchez Mejías» è per molti la migliore elegia spagnola fin dal tempo delle coplas di Jorge Manrique.

## Biografia
Di famiglia agiata, essendo un adolescente in cerca di avventure fuggì di casa viaggiando come clandestino in una nave diretta in Messico. Questo desiderio di avventura gli fece abbracciare la professione di torero. Straordinariamente multiforme, fu anche attore di cinema, giocatore di polo, automobilista, scrittore di opere teatrali e presidente del Real Betis Balompié.
Nel decennio del 1910 prese parte alla cuadrilla di Joselito, suo amico di infanzia, con il quale si era imparentato nel 1915 sposandone la sorella. Nei tre anni successivi si consacrò alla cuadrilla di Joselito come il migliore banderillero di Spagna, con l'autorizzazione di suo cognato Joselito, eccezionale rehiletero. Gli storici della tauromachia sono d'accordo nel segnalare che la tecnica di Joselito è la più perfetta che si conosca e lui il migliore torero della vecchia scuola. E in questa scuola si formò, come matador de toros, Ignacio Sánchez Mejías.

### Matador de toros
Nel 1919 prese la alternativa a Barcellona per mano di Joselito e con Belmonte come testigo. Gli venne confermata a Madrid l'anno seguente. Nel 1920, alternando in un mano a mano con Joselito a Talavera de la Reina fu testimone (testigo) della morte di suo cognato per una cogida (cornata) del toro «Bailaor». Si conserva una fotografia di Sánchez Mejías nell'atto di velare Joselito:
(«Ignacio Sänchez Mejías, il torero del 27», El Mundo, 3 maggio del 1998.)
Il successo del suo toreo non si basava su una sua tecnica o uno stile particolare, essendo meno esperto degli altri considerati come i migliori toreri della storia (Joselito e Belmonte), bensì soprattutto per le sue ostentazioni temerarie: toreos de rodillas (lett. toreare di ginocchio), ricevere adagiato nell'estribo, banderillas per gli adentros, ecc. Alla metà degli anni '20 si stancò dei tori, e si ritirò dedicandosi ad altre attività, come la presidenza della regione sivigliana o il ruolo di mecenate verso ciò che poi si conoscerà meglio come la generazione del '27, di cui alcuni dei suoi membri erano dei veri simpatizzanti della tauromachia ed esperti taurini. La prima volta che si riunirono i suoi componenti (Federico García Lorca, Gerardo Diego, Dámaso Alonso, Luis Cernuda...), incontro celebrato nel 1927 e che diede il nome alla generazione, fu per iniziativa di Sánchez Mejías commemorando il 300º anniversario della morte di Góngora.
Nel 1934 decise di riapparire nelle arene contemporaneamente a Juan Belmonte. Sostituì Domingo Ortega a Manzanares, l'11 agosto. Il toro «Granadino», piccolo, mite e longilineo gli diede una grande cornata all'inizio della faena posato nell'estribo, una delle rischiose giocate (lances) che spesso praticava. Non permise che l'operassero nella fatiscente infermeria di Manzanares e chiese di tornare a Madrid, ma l'ambulanza tardò molte ore ad arrivare. Dopo due giorni venne a manifestarsi la gangrena. Morì il mattino del 13 agosto. Il mito vuole che cercasse la morte:
(Domingo Delgado de la Cámara, Revisión del toreo, 2002, pag. 255.)
Il suo aspetto come intellettuale e l'enorme apprezzamento che gli scrittori del '27 gli dispensarono fecero sì che la sua ripercussione nella storia del toreo sia molto superiore del suo stretto significato come matador de toros:
(Domingo Delgado de la Cámara, Revisión del toreo, 2002, pag. 255.)

## Produzione teatrale
- Sinrazón : juguete trágico en tres actos y en prosa, prima messinscena il 24 marzo 1928 al Teatro Calderón di Madrid.
- Zaya, comedia en tres actos y en prosa, prima messinscena l'8 agosto 1928 al teatro Pereda di Santander.
- Ni más ni menos, comedia en tres actos y en prosa, mai rappresentata né pubblicata in vita dell'autore
- Soledad, comedia en más de un acto, mai rappresentata né pubblicata in vita dell'autore.

## Influenza culturale
- Lo scultore valenziano Mariano Benlliure lo incluse tra le figure che portano la bara di Joselito el Gallo, nel mausoleo che si può ammirare nel cimitero di San Fernando a Siviglia, dal 1926. Curiosamente, Ignacio Sánchez Mejías vi riposa insieme nella detta opera monumentale.
- Federico García Lorca gli dedicò l'elegia Llanto por Ignacio Sánchez Mejías.

## Documentario
Nel 2008, il produttore La Claqueta Metálica inaugura il documentario Ignacio Sánchez Mejías. Más allá del toreo, diretto da José Fco. Ortuño, che viene ad incentrarsi sulla figura del torero, ma avvicinandosi soprattutto alle sue molteplici sfaccettature come personaggio multiforme: drammaturgo, pilota di aerei, giocatore di polo, presidente della Cruz Roja (Croce Rossa) e della Real Betis Balompié.

## Filmografia
- (ES)  Ignacio Sánchez Mejías. Más allá del toreo (2008)

## Riconoscimenti
- C'è una strada che porta il suo nome nella Real de la Feria de Sevilla.
- Nel quartiere di Pino Montano di Siviglia, c'è un collegio che porta il suo nome.